# اریک پلنت
اریک پلنت (انگلیسی: Eric Plant; ۲۳ آوریل ۱۸۹۰ – ۱۷ مهٔ ۱۹۵۰) فرد نظامی اهل استرالیا بود. وی همچنین برندهٔ جوایزی همچون نشان حمام و نشان امپراتوری بریتانیا شده‌است.